# Aubry-en-Exmes

Aubry-en-Exmes este o comună în departamentul Orne, Franța. În 1 ianuarie 2018 avea o populație de 323 de locuitori.